# May探偵プリコロ

『May探偵プリコロ』（めいたんていプリコロ）は、魔夜峰央による日本の漫画作品。コミックスは『フィールコミックス ロマ×プリコレクション』（祥伝社）より既刊4巻。このうち1巻に収録されているのはかつて同社が発行していた雑誌『ロマ×プリ』に掲載されていたものであるが、同誌の休刊後発表された、2巻から4巻までに収録されたエピソードは全て描き下ろしとなっている。その後2011年1月から12月まで、東京創元社の「Webミステリーズ!」にてWeb漫画として連載された。このWeb連載分に関しては東京創元社から『May探偵プリコロの○○』（○○の部分には巻ごとに異なる言葉が入る）としてコミックスにまとめられており、全3巻。
2012年3月より、タイトルを『プリコロ』に改め、太田出版のWeb漫画サイト『ぽこぽこ』にて連載。
なお、タイトルに含まれる「May」は「名探偵」の「名」（もしくは「迷探偵」の「迷」）と英語で類推を表す助動詞である「may」との掛詞になっており、通常のルビの側（縦書きならば右側）に「メイ」と読みが書いてある一方、その反対側（縦書きならば左側）には「たぶん」というルビが振られている。

## あらすじ
ヨーロッパにある小国・コロネラの王子・プリンス・コロネット（通称プリコロ）は、ミステリ好きの父の影響で自らも大のミステリファンとなり、いつかは自分も小説に登場するような名探偵になりたいと思うようになっていった。そしてある日財務大臣を脅迫して探偵事務所の設立資金を出させ、さらに法務大臣を脅迫して探偵免許を発行させて本物の探偵になってしまう。そして次々に事件の犯人を言い当てるが、犯人こそ当たっているものの推理した内容は的外れのものばかりであった。

## 特徴
あらすじの項目でも触れた通り、この作品はミステリ仕立てではあるものの、「外しの推理」、すなわち「事件は解決するが肝心の探偵の推理は的外れ」という点に特徴づけられたコメディ漫画の要素が強い。同作者の作品『パタリロ!』においても多くの推理もののエピソードが存在し、その中には同じく「探偵役のパタリロの推理は外れているが事件は解決する」というエピソードも存在するが、本作ではそれを徹底している。このことについては、魔夜本人がラジオのインタビューなどでも「ギャグに徹することが出来るので、ある意味で『パタリロ!』を超えた」という発言をしている。

## 主な登場人物
プリンス・コロネット（プリコロ）
ヨーロッパの小国・コロネラの王子。11歳。ミステリ好きの父の影響で自らも大のミステリファンとなり、いつかは自分も小説に登場するような名探偵になりたいと思うようになり、大臣たちを脅して資金や免許を入手し、探偵事務所を設立。探偵になる時は眼鏡をかけて変装しており、警視総監以外の人物はそれを見破ることができない。
警視総監から事件の話を聞くと現場に駆けつけ、推理を披露する。犯人を言い当てるが、推理した内容は的外れのものばかり。だがプリコロ本人は推理を披露しただけで満足して帰ってしまうため、自分の推理が間違っていたことには気がついていない。
学校に通っていないこともあり、同年代の女の子に慣れていない。現在将来のお妃候補選びが行われている。
警視総監
コロネラの警視総監。本作におけるプリコロへのツッコミ役。犯罪が少ないコロネラで発生する難解な事件をプリコロの助けを借りて解決しているが、推理が的外れなのに犯人が言い当てられることを毎回不思議に思っている。
財務大臣
コロネラの財務大臣。プリコロに脅されて探偵事務所開設資金を国家予算から出資させられた。プリコロや国王の思いつきやわがままに手を焼いている。
法務大臣
コロネラの法務大臣。プリコロに脅されて探偵免許を発行させられた。プリコロや国王の思いつきやわがままに手を焼いている。
フローラン
警視総監の部下。

## 書誌情報
- 魔夜峰央『May探偵プリコロ』、フィールコミックス ロマ×プリコレクション、祥伝社
  1. 2009年5月初版発行、ISBN 978-4-396-78106-4
  2. 2009年11月初版発行、ISBN 978-4-396-78111-8
  3. 2010年5月初版発行、ISBN 978-4-396-78117-0
  4. 2010年11月初版発行、ISBN 978-4-396-78119-4
- 東京創元社
  1. 『May探偵プリコロの帰還』 2011年6月初版発行、ISBN 978-4-488-02476-5
  2. 『May探偵プリコロの狼狽』 2011年10月初版発行、ISBN 978-4-488-02485-7
  3. 『May探偵プリコロの不信』 2012年2月初版発行、ISBN 978-4-488-02490-1
- 太田出版
  1. 『プリコロ』 2012年7月初版発行、ISBN 978-4-778-32171-0